# László Varga (homme politique, 1976)
Pour les articles homonymes, voir László Varga et Varga.
László Varga (en serbe cyrillique : Ласло Варга ; en serbe latin : Laslo Varga ; dans l'ordre habituel du hongrois : Varga László ; né le 19 juillet 1976 à Subotica) est un homme politique serbe. Il est membre de la présidence de l'Alliance des Magyars de Voïvodine (SVM/VMSZ) et vice-président du groupe parlementaire du SVM/VMSZ à l'Assemblée nationale de la République de Serbie,.

## Biographie
László Varga naît le 19 juillet 1976 à Subotica. Il effectue ses études élémentaires à Palić et ses études secondaires à Subotica et Szeged (en Hongrie). Il sort diplômé de la Faculté de droit de université de Szeged.
Sur le plan politique, il devient membre de l'Alliance des Magyars de Voïvodine (SVM/VMSZ), un parti fondé par József Kasza, en 2001.
Aux élections législatives du 21 janvier 2007, László Varga figure sur la liste des 250 candidats présentés par l'Alliance ; elle obtient 52 510 voix, soit 1,30 % des suffrages, et envoie 3 représentants à l'Assemblée nationale de la République de Serbie au titre de la représentation des minorités nationales ; László Varga est élu député pour la première fois.
Aux élections législatives anticipées du 11 mai 2008, il figure sur la liste de la Coalition hongroise qui présente 250 candidats ; la coalition recueille 1,81 % des voix et obtient 4 mandats à l'Assemblée au titre des minorités, dont la totalité revient à la SVM ; László Varga obtient un second mandat parlementaire.
Aux élections législatives du 6 mai 2012, il figure encore sur la liste de l'Alliance des Magyars de Voïvodine, emmenée par Bálint Pásztor, qui se présente seule devant les électeurs ; elle obtient 68 323 voix, soit 1,75 % des suffrages, et envoie 5 représentants à l'Assemblée. Le parti peut former son propre groupe parlementaire, qui est présidé par Bálint Pásztor ; László Varga devient vice-président du groupe.
À l'Assemblée, en plus de cette fonction, il est vice-président de la Commission de l'intégration européenne et il participe aux travaux de la Commission du système judiciaire, de l'administration publique et de l'autonomie locale ; en tant que suppléant, il participe aussi à ceux de la Commission des questions constitutionnelles et législatives.